# Carl Lösnitz
Carl Wolf Erik Lösnitz, född 14 december 1950 i Stocken, Orust, är en svensk lärare, författare, låtskrivare och musiker.
Närmare 400 av hans låtar har blivit inspelade och av dessa har 21 hamnat på Svensktoppen eller Trackslistan. Han har publicerat en romansvit på Libris förlag som handlar om slaven Onesimos (som omnämns i Bibeln). Inom läraryrket har han varit lärare på olika skolor, senast som musiklärare på gymnasiesärskolan inom Gymnasium Skövde (Kavelbrogymnasiet) i Skövde där han även är bosatt.

## Låtar skrivna av Carl Lösnitz, i urval
- "Av hela mitt hjärta" (tillsammans med Bert Månson). Långkörare på Svensktoppen med Charlotte Perrelli 1996.
- "Es war ja bloss Liebe" hit med Petra Frey.
- "Godmorgon världen" (tillsammans med Calle Kindbom) låg etta på Svensktoppen med Joyride 1998.
- "If You Really Wanna Know" inspelad av Eddie Meduza 1998.
- Hör hur den klingar, jullåt med Sanna Nielsen
- "Give Me Your Love" (tillsammans med Calle Kindbom) inspelad av Fame, vinnare i Melodifestivalen 2003. I Eurovision Song Contest i Riga kom Fame på femte plats.
- "Tre små lys" (tillsammans med Arnstein Roch Øverland). Populär jullåt i Norge inspelad av bland andra Anne Nörsti 2007.
- "Om du var här hos mig" inspelad av Vikingarna och Thorleifs
- "Sweet summer day", sålde guld 2011 med The Playtones
- "Sometimes in the rain", sålde guld 2012 med Top Cats.
- "Lys i mørkret" med Birthe Kjear
- "Fri att tro". En musikalisk resa, nio sånger för kyrkokör. ABC-kören. 2014.
- "Under the rainbow" med Roger Pontare 2015
- "Jag vill väcka morgonrodnaden", CD med Systrarna i Klaradals kloster 2017
- "Carpe diem" med Viktoria Tolstoy 2017
- "If you ever been loved" singel med Peter Jezewski 2021

## Böcker av Carl Lösnitz
- Orden är allas, Poema.
- Onesimos, Libris.
- Slaven som rymde, Libris.
- Hoppets väg enligt G, December Art AB.
- Fri att tro, Bornelings förlag. Nio körsånger om livets vandring i fyrstämmigt arrangemang av Ann-Britt Carlsson.

## CD med Carl Lösnitz
Tio spår. CD med eget material och låtar tillsammans med Calle Kindbom, Arnstein Roch Øverland, Gloria Montén och Thomas G:son. 
Thomas G:son var även producent till Tio spår som nosade på svensktoppen och fick tre plus i Aftonbladet.